# 참싸리
참싸리는 콩과에 속하는 갈잎 떨기나무이다. 러시아의 아무르 지방·중국·일본·한국 원산이다.

## 생태
볕이 좋은 산 중턱에서 자란다. 키는 2 미터 남짓이며, 가지가 많이 갈라져 수형이 전체적으로 둥그렇다. 어린 가지에는 털이 나며 모가 진다. 잎은 어긋나며 3출엽인데, 작은 잎은 원형이거나 거꾸로 된 달걀 모양이고, 끝이 약간 오목하게 파인다. 꽃은 7~8월에 피는데 잎겨드랑이에서 총상꽃차례로 홍자색 꽃이 핀다. 싸리보다 꽃자루가 아주 짧아서 줄기에 바짝 붙어서 피는 것처럼 보인다. 열매는 9~10월에 꼬투리열매가 열리며, 달걀 모양이고 털이 난다.

## 사진

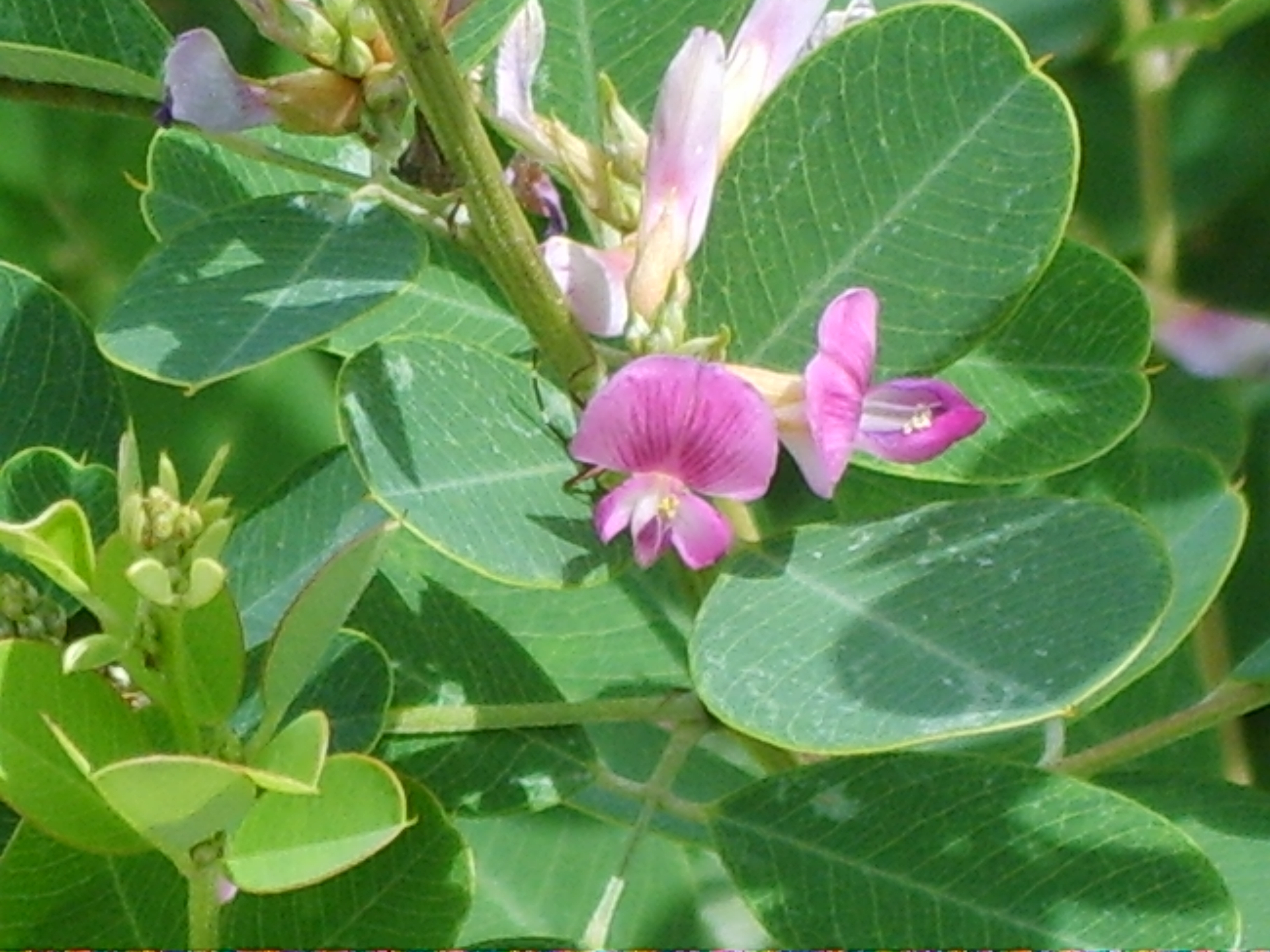
꽃
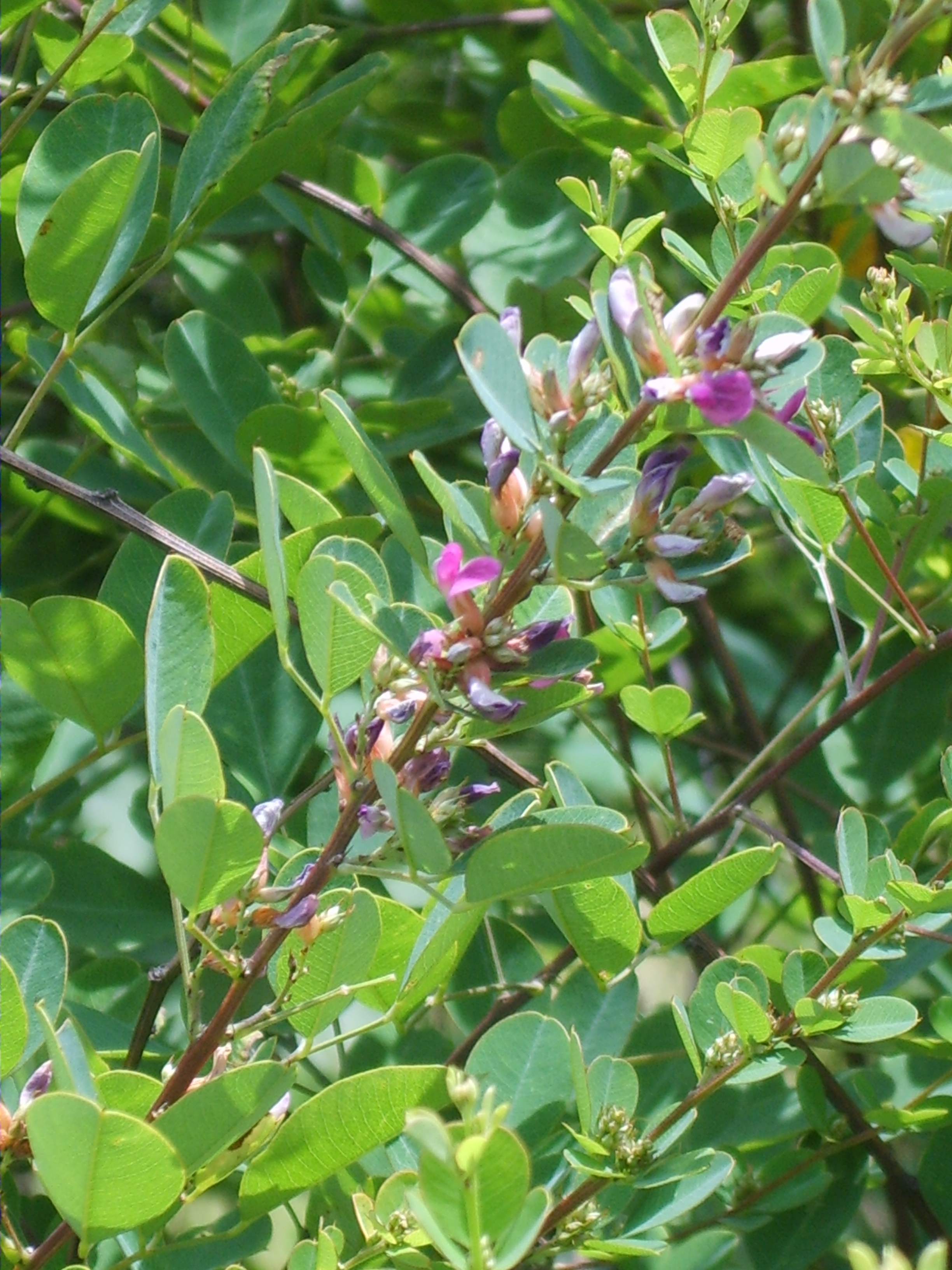
잎보다 꽃차례가 짧다.
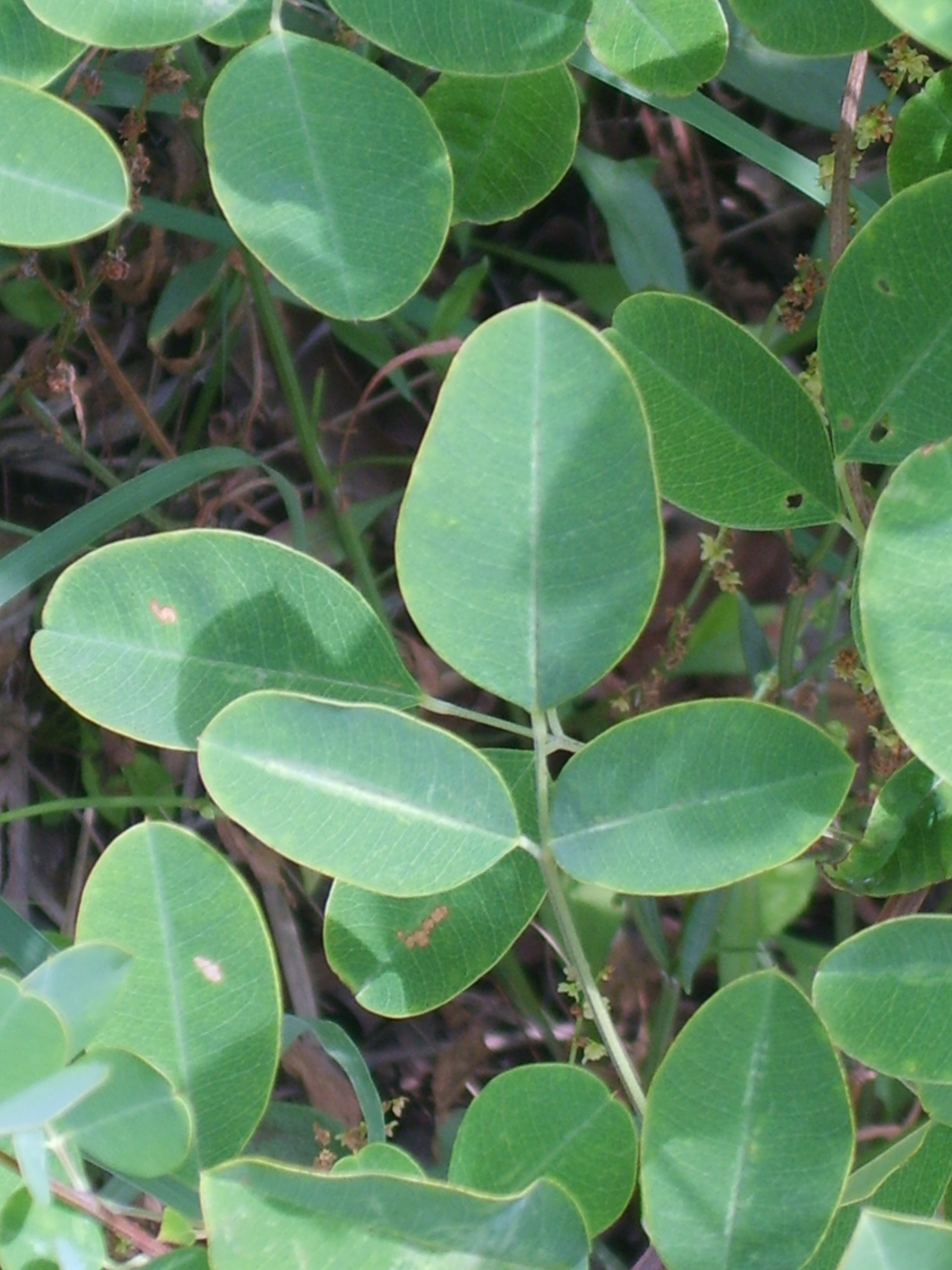
삼출엽

## 참고 문헌
- 윤주복 (2004). 《나무 쉽게 찾기》. 진선출판사. ISBN 9788972214144.
- 풀베개